# Weiden bei Rechnitz
Weiden bei Rechnitz (kroatiska: Bandol, ungerska: Bándoly) är en ort och kommun i Österrike. Den ligger i distriktet Oberwart i förbundslandet Burgenland, i den östra delen av landet, 100 km söder om huvudstaden Wien.
Kommunen består av tio orter (Ortschaften) (inom parentes invånarantal 1 januari 2024):
- Allersdorf im Burgenland (47)
- Allersgraben (37)
- Mönchmeierhof (62)
- Oberpodgoria (99)
- Podler (75)
- Rauhriegel (19)
- Rumpersdorf (104)
- Unterpodgoria (35)
- Weiden bei Rechnitz (111)
- Zuberbach (224)